# Natsuki Ikezawa
Natsuki Ikezawa (en japonais: 池澤 夏樹), né le 7 juillet 1945, est un romancier, essayiste, poète et traducteur japonais.
Entre autres thèmes, Ikezawa s'appuie dans son écriture sur la relation entre la civilisation et la nature. Il a traduit en japonais une grande variété de textes, notamment Le Petit Prince d'Antoine de Saint-Exupéry et de la poésie grecque contemporaine.
Il obtient le prix Akutagawa en 1987 pour La Vie immobile et le prix Tanizaki en 1993 pour Mashiasu giri no shikkyaku.
Il est par ailleurs le père de l'actrice de doublage japonais, Haruna Ikezawa.

## Liste des œuvres traduites en français

### Romans et nouvelles
- 1987-1990 : La Vie immobile (スティル・ライフ), suivi de L'Homme qui revient (Kaettekita otoko), deux nouvelles traduites par Véronique Brindeau et Dominique Palmé, Editions Philippe Picquier, 1995 ; Picquier poche, 2001.
- 1989 : Les Singes bleus (真昼のプリニウス), roman traduit par Yutaka Makino, Actes Sud ("Lettres japonaises"), 2006.
- 1992 : Tio du pacifique (南の島のティオ), dix histoires traduites par Corinne Quentin, Editions Philippe Picquier, 2001 ; Picquier poche, 2007.
- 1995 : Des os de corail, des yeux de perle (骨は珊瑚、眼は真珠), trois nouvelles (Des os de corail, des yeux de perle ; Espérance ; Voyage vers le nord) traduites par Véronique Brindeau et Corinne Quentin, Editions Philippe Picquier, 1998 ; Picquier poche, 2004.

- 1995 : Le Dernier oiseau (nouvelle extraite de 骨は珊瑚、眼は真珠, mais absente de l'édition française de Des os de corail, des yeux de perle), nouvelle traduite par Corinne Quentin dans Arsenal n°7 (p. 115-121), octobre 2002 et dans Pour un autre roman japonais (p. 101-112), ouvrage dirigé par Philippe Forest et Cécile Sakai, Editions Cécile Defaut, 2005.
- 1995 : Un cadeau (nouvelle extraite de 骨は珊瑚、眼は真珠, mais absente de l'édition française de Des os de corail, des yeux de perle), dans Meet n°11 (Tokyo/Luanda, p.95-103), nouvelle traduite par Corinne Quentin, Editions Meet, Octobre 2007.
- 2000 : La Sœur qui portait des fleurs (花を運ぶ妹), roman traduit par Corinne Atlan et Corinne Quentin, Editions Philippe Picquier, 2004.
- 2007 : La Femme qui dort (きみのためのバラ), trois nouvelles (Les origines de N'kunre ; Mieux encore que les fleurs ; La Femme qui dort) traduites par Corinne Quentin, Editions Philippe Picquier, 2009 ; Picquier poche, 2014.
- 2011 : Une cathédrale, dans La Nouvelle Revue Française n°599-600 (Du Japon - p. 297-312), nouvelle traduite par Corinne Quentin, mars 2012.

### Essais et articles
- 2003 : Sur un petit pont en Irak (イラクの小さな橋を渡って), traduit par Corinne Quentin, Impala, 2003. (ouvrage gratuit et consultable en ligne)
- 2007 : Tokyo / 65 (東京, 1965年), dans Meet n°5 (Avoir vingt ans, p. 46-52), traduit par Corinne Quentin, Editions Meet, octobre 2007.
- 2012 : La Mer Nayuta, Cette année au moins, suivis de Vers une pauvreté sereine, dans L'Archipel des séismes - Écrits du Japon après le 11 mars 2011 (p. 249-273), sous la direction de Corinne Quentin et Cécile Sakai, Editions Philippe Picquier, 2012
- 2013 : Nouvelles réflexions à propos du Petit Prince, dans La Nouvelle Revue Française n°605 (L'Enfance de la littérature - p. 48-53), traduit par Corinne Quentin, juin 2013.
- 2020 : « Quelques réflexions sur la culture japonaise et l’érotisme », Perspective, 1 | 2020, 347-350 [mis en ligne le 30 décembre 2020, consulté le 31 janvier 2022. URL : http://journals.openedition.org/perspective/19607 ; DOI : https://doi.org/10.4000/perspective.19607].